# Fabio Maria Asquini
Fabio Maria Asquini, italijanski rimskokatoliški duhovnik, škof in kardinal, * 14. avgust 1802, Fagagna, † 23. december 1878.

## Življenjepis
26. februarja 1825 je prejel duhovniško posvečenje.
2. oktobra 1837 je bil imenovan za naslovnega nadškofa Tarsusa. 22. decembra istega leta je postal še apostolski nuncij.
9. aprila 1839 je bil imenovan za tajnika Kongregacije za škofe in kler.
22. januarja 1844 je bil imenovan za patriarha in za kardinala in pectore.
21. aprila 1845 je bil povzdignjen v kardinala in imenovan za kardinal-duhovnika S. Stefano al Monte Celio.
2. maja 1847 je bil imenovan za prefekta Kongregacije za odpustke in relikvije.
21. septembra 1877 je bil imenovan za kardinal-duhovnika S. Lorenzo in Lucina.